# Achilles en Polyxena
Het toneelstuk Achilles en Polyxena is een tragedie van P.C. Hooft, vermoedelijk geschreven rond 1598 toen de dichter 17 jaar oud was. Achilles weigert het Griekse leger te verraden om Polyxena, de dochter van de Trojaanse koning Priamus, de zijne te mogen noemen, maar als een huwelijk evengoed mogelijk lijkt, blijkt dit slechts een valstrik die hem zijn leven kost. Het is het eerste klassieke spel dat in Nederland is opgevoerd.
De vijf bedrijven worden niet alle afgesloten met een rei; soms staat de rei midden in het bedrijf. De twee hoofdthema's zijn de spanning tussen hartstochtelijke liefde en eergevoel, en een stoïcijnse levenshouding als voorwaarde voor wijsheid. De navolging van Seneca is duidelijk doordat enkele passages van Seneca in vertaling zijn opgenomen. Hooft distantieerde zich van dit jeugdwerk en heeft het nooit laten drukken; elke druk is dus ongeautoriseerd.

## Inhoud
Tijdens de belegering van Troje heeft Achilles liefde opgevat voor Polyxena, de dochter van de Trojaanse koning Priamus. Achilles doet Hector een voorstel: als hem Polyxena wordt afgestaan, zal hij de Grieken proberen te bewegen het beleg te beëindigen. Hector eist de uitlevering van het leger, of de dood van Agamemnon en Menelaus door Achilles zelf. Wanneer Hector het lijk van Patroclus schendt, doodt Achilles hém. Op verzoek van Priamus en Polyxena levert hij het lijk van Hector uit, maar hij weigert aanvankelijk de hem hierop aangeboden Polyxena. Hiervan krijgt hij spijt. Hij vraagt Polyxena zijn vrouw te worden, waarin zij toestemt. Het betreft echter een list om Achilles in een woud te lokken, waar hij vermoord wordt. Ajax en Ulysses betwisten elkaar zijn wapenrusting, wat uitloopt op de zelfmoord van de eerstgenoemde.

## Structuur
Het stuk is opgebouwd uit vijf bedrijven met elk een rei, maar die staan soms in het midden van het bedrijf in plaats van aan het slot.
Hoofts biograaf H.W. van Tricht merkt op dat de stof zich niet goed voor een klassiek treurspel leent, omdat het verhaal geen eenheid van handeling kent: de dood van Achilles is eerder alledaags dan tragisch en de overige handelingen hebben er geen oorzakelijk verband mee.

## Thematiek
Volgens literatuurhistoricus Gerard Knuvelder is het hoofdthema het conflict tussen hartstochtelijke liefde en eergevoel. Hoofts ridderlijk-hoofse liefdesideaal, waarbij de liefde de minnaar adelt en zuivert, wordt uitgedrukt in de openingsmonoloog, het aan Polyxena gerichte sonnet (v. 1043-1056) en een toespraak aan haar (v. 1101-1220).
In het derde bedrijf doet zich het thema van het stoïcisme voor, als Priamus de veranderlijkheid van de Fortuin uiteenzet. De rei die dit bedrijf besluit vat de gedachten samen en breidt ze uit. Wie zich afhankelijk van het 'wankelbaer geluck' opstelt, is dwaas. Een stoïsche onverschilligheid tegenover het eigen lot is ook een vereiste voor een wijs vorst, die slechts het geluk van zijn onderdanen dient te bevorderen. Aan het einde van het stuk herneemt de rei die het vijfde bedrijf afsluit dit thema en betoogt dat ware rust slechts in het eigen emoed te vinden is: 'De Rust leyt in u selven...' (v. 1835).
Biograaf Van Tricht ziet naast deze thema's ook nog hoogmoed die ten val komt en de vergeefsheid van het menselijk streven.

## Taal
De versvoet is de jambe en er zijn passages in redenerende alexandrijnen, naar Van Trichts oordeel vaak van een 'harde gewrongenheid'. Het rijmschema is gepaard rijm.
Volgens Van Tricht is het stuk het jeugdwerk van een vroegrijp talent: Hooft weet de nagestreefde schoonheid telkens te bereiken, maar valt ook steeds terug in maakwerk van stugge taal.

## Publicatiegeschiedenis
Hooft zelf beschouwde het stuk als jeugdwerk waarvan hij zich distantieerde en dat hij dan ook buiten zijn verzameld werk hield. Ook de eerste druk kwam in 1614 buiten zijn medewerking tot stand.